# ブライアン・スミス (ミュージシャン)
ブライアン・スミス（Brian Smith、1939年1月3日 - ）は、ニュージーランド出身のジャズ・サックス奏者およびフルート奏者である。
スミスは若い頃にピアノを学んだが、独学でリード楽器を主に学ぶようになった。彼は1964年にイギリスへ移る前にポップスとジャズのグループに在籍して地元で演奏し、イギリスではアレクシス・コーナーズ・ブルース・インコーポレイテッドで演奏した。これに続き、彼は1966年-1967年にロニー・スコッツ・ジャズ・クラブにて、タビー・ヘイズ（1969年）やメイナード・ファーガソン（1969年-1974年）のビッグバンドで演奏を行った。彼は1969年から1982年までニュークリアスと、また、マイク・ウェストブルック（1969年）、ニール・アードレイ（1969年、1976年）、マイケル・ギブス（1970年）、スポンティニアス・ミュージック・アンサンブル（1970年-1971年）、キース・ティペット（1971年）と仕事した。さらに、1975年から1976年にかけてはパシフィック・イアドラムと、1976年にはパズ (Paz)と仕事している。
1982年、スミスはニュージーランドに戻り、そこで自らのカルテットを率いて演奏を始めた。1984年のアルバム『Southern Excursion』は、オーストラリア・ジャズ・レコード・オブ・ザ・イヤーに選ばれた。彼は1980年代後半にフランク・ギブソン・ジュニアと仕事をし、オークランドに拠点を置くようになった。アルバム『Moonlight Sax』は、ニュージーランドにおけるチャートで成功を収めている。

## ディスコグラフィ

### アルバム
- Southern Excursion (1984年、Ode Records) ※The Brian Smith Quartet名義
- Brian Smith (1986年、Ode)
- Rendezvous (1988年、Ode)
- Moonlight Sax (1990年、Columbia)
- Schmuse Sax (1991年、Columbia)
- Taupo (2007年、Ode)